# Dzūkija

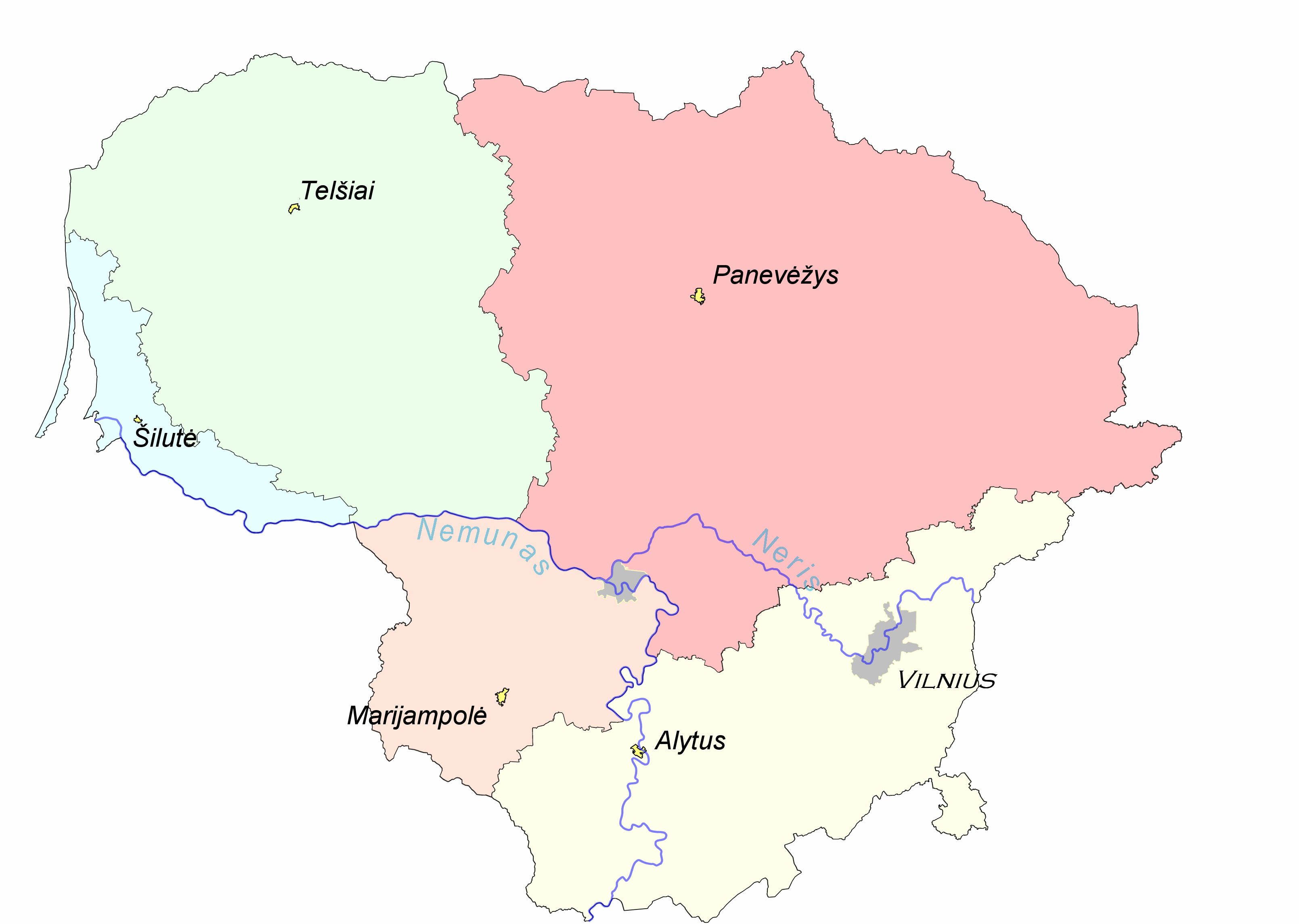
De ligging van Dzūkija in Litouwen in het lichtgeel

Dzūkija of Dainava is een van de vijf etnografische regio's van Litouwen. Dzūkija is een culturele regio die gedefinieerd wordt door traditionele kledingstijlen en dialecten door de lokale bevolking. De stad Alytus wordt beschouwd als de hoofdstad van de regio.

## Geografie
Dzūkija ligt in het zuidoosten van Litouwen en bestaat uit het district Alytus en het zuidelijk gedeelte van het district Vilnius. Historisch gezien omvatte de regio ook Podlachië in Polen en Grodno in Wit-Rusland.
Twee van de vijf nationale parken liggen in Dzūkija, namelijk Nationaal Park Dzūkija en Nationaal Park Trakai.

## Taal
De mensen in Dzūkija spreken het Dzūkische dialect, wat een subdialect is van het Aukštaitische dialect. Net zoals elders in Litouwen dreigt ook dit dialect uit te sterven door de adaptatie van standaard-Litouws door middel van scholing en media.